# Dictionnaire encyclopédique Quillet
Der Dictionnaire encyclopédique Quillet war ein enzyklopädisches Nachschlagewerk (vergleichbar dem Brockhaus) und gleichzeitig ein Wörterbuch der französischen Sprache in sechs Bänden. Er erschien ab 1934 im Verlag Éditions Aristide Quillet.

## Geschichte
Der erfolgreiche Unternehmer und Verleger Aristide Quillet gewann Ende der 1920er Jahre Raoul Mortier für die Herausgabe eines dem Haus Larousse Konkurrenz machenden enzyklopädischen und sprachlichen Nachschlagewerks. Der Große Quillet erschien zuerst 1934 in 5 Bänden plus einem Supplementband. Ab 1935 war der Supplementband eingearbeitet. Die 6 Bände präsentierten sich mit der Gliederung A-Chas/Chat-E/F-K/L-O/P-R/S-Z und zählten 5188 Seiten.
Die Ausgabe von 1935 wurde 1946 wieder aufgelegt und erhielt 1949 einen Supplementband von 688 Seiten. 1953 (1955, 1958 mit neuer Gliederung der Bände 5 und 6: P-Scots/Scott-Z) wuchs die sechsbändige Auflage auf 5930 Seiten an, 1961 auf 6291 Seiten (plus Supplementband 1963 mit 607 Seiten). Die sechsbändige Auflage wurde von 1968 bis 1970 auf 8 Bände und 7664 Seiten ausgeweitet (mit der Gliederung A-Bota/Bote-Der/Des-F/G-J/K-M/N-PQ/Pr-Sta/Ste-Z) plus Supplementband 1971 von 778 Seiten. 
1975 wurde der große Quillet auf 10 Bände und 7748 Seiten erweitert (mit der Gliederung: A-Bk/Bl-cos/Cot-es/Et-hel/Hen-lis/Lit-no/Np-pos/Pot-scl/Sco-tom/Ton-z). Dazu kam 1977 (1984) ein Supplementband von 777 Seiten. Die zehnbändige Auflage hatte 1986 7763 Seiten und wurde 1989 um zwei Supplementbände (498 und 475 Seiten) sowie einen Indexband (62 Seiten) erweitert. Die letzte Ausgabe erschien 1990. Mit dem letzten Supplementband von 1993 (1995) mit 323 Seiten endete das lexikografische Großunternehmen. Bis 2005 erschienen noch unter dem Titel Actuel chronologisch (und nicht alphabetisch) geordnete Jahresbände (als Supplemente) mit den neuesten Informationen. Neben der sechs- bis zehnbändigen Ausgabe ist eine vierbändige Ausgabe von 1938 bekannt (A-D/E-L/M-Sens/Sent-Z und Supplement), die 1948 ein zweites Mal aufgelegt wurde.

## Charakteristika und abgeleitete Wörterbücher
Entsprechend Mortiers Erfahrung im beruflichen Bildungssystem lag ein besonderer Schwerpunkt des Werkes auf dem technischen Wortschatz und dessen didaktischer Aufbereitung in Übersichtstafeln.
Mortier leitete aus dem Großen Quillet ein reines Sprachwörterbuch ab, den Dictionnaire Quillet de la langue française. Dictionnaire méthodique et pratique. L'art d'écrire et de bien rédiger, der 1946 in 3 Bänden erschien (A-D/E-O/P-Z) und 2110 Seiten (mit Vorspann von mehr als 100 Seiten) aufwies. 1961 erschien eine Ausgabe von 2132 Seiten, 1975 eine vierbändige Neuauflage (A-C/D-J/K-P/Q-Z), die bis 1995 bearbeitet wurde. Dieses Sprachwörterbuch war illustriert und wollte durch mancherlei Wortzusammenstellungen beim Abfassen von Texten behilflich sein.
Als Gebrauchswörterbuch mit besonderer didaktischer Zielsetzung präsentierte sich auch der Dictionnaire pratique Quillet (publié par la Librairie Aristide Quillet avec la collaboration et le concours de professeurs, d'instituteurs et de techniciens les plus éminents) in 2 Bänden (A-K, L-Z) von 1956–1958 (2275 Seiten). Das Wörterbuch erschien 1968 in 3 Bänden (A-Feue/Feug-O/P-Z) auf 2415 Seiten und 1974 in 4 Bänden (A-Des/Det-K/L-P/Q-Z) auf 3154 Seiten.
Eine einbändige Fassung dieses Wörterbuchs erstellte Pierre Gioan 1957 unter dem Titel Dictionnaire usuel Quillet/Flammarion par le texte et par l’image (1458 Seiten), spätere erweiterte Auflagen erschienen unter dem Titel Dictionnaire actuel de la langue française (1985) und Dictionnaire Flammarion de la langue française (1999). Das Wörterbuch war als Konkurrent zum Petit Larousse gedacht und unterschied sich von diesem durch die Integration (statt Trennung) von Sprach- und Sachteil.